# Addio fottuti musi verdi
Addio fottuti musi verdi è un film del 2017 diretto da Francesco Capaldo. È il primo film realizzato dal gruppo comico napoletano The Jackal.

## Trama
Napoli. Il trentenne Ciro è un grafico pubblicitario, che però lavora in una friggitoria cinese per sbarcare il lunario. Dopo notevoli delusioni e vari tentativi di cercare lavoro, decide di partecipare ad un concorso su suggerimento dell'amico Fabio, e invia il suo curriculum "nello spazio" nell'ambito di un contest organizzato in vista dell'uscita di un film. L'amica d'infanzia Matilda, di cui Ciro è segretamente innamorato, gli propone invece di andare con lei a Londra, ma non riesce a convincerlo. Il suo curriculum però viene letto per davvero dagli alieni, il cui capo Brandon lo convoca dunque per un colloquio di lavoro. Ciro si ritrova così inaspettatamente a lavorare per una società aliena fondata su competenza e meritocrazia, concetti estranei al mercato italiano, dove riceve finalmente l'attenzione che gli spetta: ma anche nello spazio, scopre che non mancano le sorprese sul posto di lavoro, e dovrà prendere presto decisioni importanti per se stesso e per l'umanità.

## Produzione

### Slogan promozionali
- «Io..sono..un grafico!»
- «Andiamo a fargli il culo!»
- «Gli alieni siamo noi!»
- «Sei qui per un colloquio di lavoro»
- «Non dirmi quello che non posso non fare!»

## Distribuzione
Il trailer è stato distribuito il 27 settembre 2017. Il film è stato distribuito dal 9 novembre 2017 da 01 Distribution a livello nazionale.

## Accoglienza

### Incassi
Nel primo fine settimana di programmazione, il film ha incassato 453.603 euro e fatto registrare 65.834 spettatori complessivi, risultando il terzo film italiano più visto del weekend (dopo The Place e La ragazza nella nebbia), nonché l'ottavo complessivo considerando anche i film stranieri. Nella seconda settimana l'incasso è di 121.099 euro, quattordicesimo in classifica generale e quarto italiano.

## Personaggi e interpreti principali
- Ciro Priello, interpretato da Ciro Priello.
- Fabio, interpretato da Fabio Balsamo.
- Matilda, interpretata da Beatrice Arnera.
- Brandon, interpretato da Roberto Zibetti.
- Janine/Alieno Ten. Ruzzo, interpretato da Gabriele Patruno.
- Tenente Ruzzo, interpretato da Simone Ruzzo.
- Pietro Felacone, interpretato da Fortunato Cerlino.
- Gennaro Felacone, interpretato da Salvatore Esposito.

- Proxy, interpretata da Roberta Riccio.
- Madre di Ciro, interpretata da Rosalia Porcaro.
- Parcheggiatore, interpretato da Marco Mario de Notaris.
- Frank, interpretato da Fortunato Marco Iannaccone.
- Gigi D'Alessio, interpretato da se stesso.
- Tanya, interpretata da Mariana Rodríguez
- Alfredo, interpretato da Alfredo Felco
- Yang, interpretato da Haruhiko Yamanouchi.